# Coulangeron
Coulangeron település Franciaországban, Yonne megyében. Lakosainak száma 214 fő (2022. január 1.). Coulangeron Escamps, Diges, Merry-Sec és Ouanne községekkel határos.

## Népesség
A település népességének változása:
| Lakosok száma | 209  | 210  | 211  | 214  | 217  | 217  | 217  | 217  | 214  |
|               | 2013 | 2015 | 2016 | 2017 | 2018 | 2019 | 2020 | 2021 | 2022 |